# Nesticus echigonus
Nesticus echigonus là một loài nhện trong họ Nesticidae.
Loài này thuộc chi Nesticus. Nesticus echigonus được Takeo Yaginuma miêu tả năm 1986.